# Antrocephalus pachymerus
Antrocephalus pachymerus is een vliesvleugelig insect uit de familie bronswespen (Chalcididae). De wetenschappelijke naam is voor het eerst geldig gepubliceerd in 1940 door Masi.